# Valle di Casies
Valle di Casies (Gsies in tedesco, pron. [ɡziə̯s]) è un comune italiano di 2 337 abitanti della provincia autonoma di Bolzano in Trentino-Alto Adige. Il suo territorio corrisponde all'omonima Val Casies, una valle perpendicolare della Val Pusteria.

## Geografia fisica
Il comune si estende nell'omonima valle, formata dal rio Casies.
Con lo stesso nome si indica anche la vallata che, partendo da Monguelfo, si spinge quasi fino al confine con l'Austria. I principali luoghi abitati della vallata sono: Masi (Henzing), Planca di Sotto (Unterplanken), Planca di Sopra (Oberplanken), Durna in Selva (Durnwald), Colle di dentro (Innerpichl), Colle di fuori (Außerpichl), San Martino (St. Martin), Capaia (Kapairn), Santa Maddalena Valbassa (St. Magdalena-Niedertal), Santa Maddalena Vallalta (St. Magdalena-Obertal).

## Origini del nome
Il toponimo è attestato come Gesize nel 1178-1189 e nel 1299 come Gesiez e Gesiezze e deriva probabilmente dal tedesco sitzen ("insediarsi") o gesiuse (il "chiassare" del rumore di caccia).

## Storia
La prima menzione documentata di Casies come Gesize risale al tardo XII secolo, ma l'odierno comune è stato creato solamente nel 1929 dalla fusione dei comuni in precedenza indipendenti di Colle, San Martino e Santa Maria Maddalena.
Nel 1953 il municipio fu costruito nuovo per gli uffici comunali a Durna in Selva, e fino al 1985 la sede del comune era a Colle (ted. Pichl), ma nello stesso anno venne trasferita a San Martino.
Nella frazione di San Martino è nato il bellicoso padre cappuccino Joachim Haspinger, uno dei cardini della rivoluzione per l'indipendenza tirolese con Andreas Hofer, contro i bavaresi, alleati dei francesi napoleonici. Sempre a San Martino si può ammirare sul piazzale principale il monumento al frate cappuccino, ovvero una statua in bronzo di Othmar Winkler.
Tra gli abitati di Colle e San Martino si trovano alcuni bunker dello sbarramento Planca di Sopra, appartenenti al sistema difensivo del Vallo Alpino in Alto Adige.

### Simboli
Lo stemma raffigura due raschiatoi neri posti in fascia su sfondo oro. Riprende le insegne dei signori di Gsies conosciuti dal XIII secolo ed estinti nel 1429. Lo stemma è stato adottato nel 1968.

## Monumenti e luoghi d'interesse

### Architetture civili e militari
- Castello di Monguelfo (in tedesco: Schloss Welsberg) sito nel Comune di Monguelfo, all'inizio della valle di Casies, laterale della Val Pusteria.

### Architetture religiose
- Chiesa di San Martino Vescovo
- Chiesa di San Nicolò
- Chiesa di Santa Maddalena

## Società

### Ripartizione linguistica
La sua popolazione è in netta maggioranza di madrelingua tedesca:
| %      | Ripartizione linguistica (gruppi principali) |
| ------ | -------------------------------------------- |
| 98,11% | madrelingua tedesca                          |
| 1,80%  | madrelingua italiana                         |
| 0,09%  | madrelingua ladina                           |

### Evoluzione demografica
Abitanti censiti

## Amministrazione
| Periodo  | Periodo | Primo cittadino    | Partito | Carica  | Note |
| -------- | ------- | ------------------ | ------- | ------- | ---- |
| nel 1975 |         | Leonhard Leitgeb   |         | Sindaco |      |
| 2005     | 2015    | Paul Schwingshackl | SVP     | Sindaco |      |
| 2015     | 2020    | Kurti Taschler     | SVP     | Sindaco |      |
| 2020     |         | Paul Schwingshackl | SVP     | Sindaco |      |

## Sport

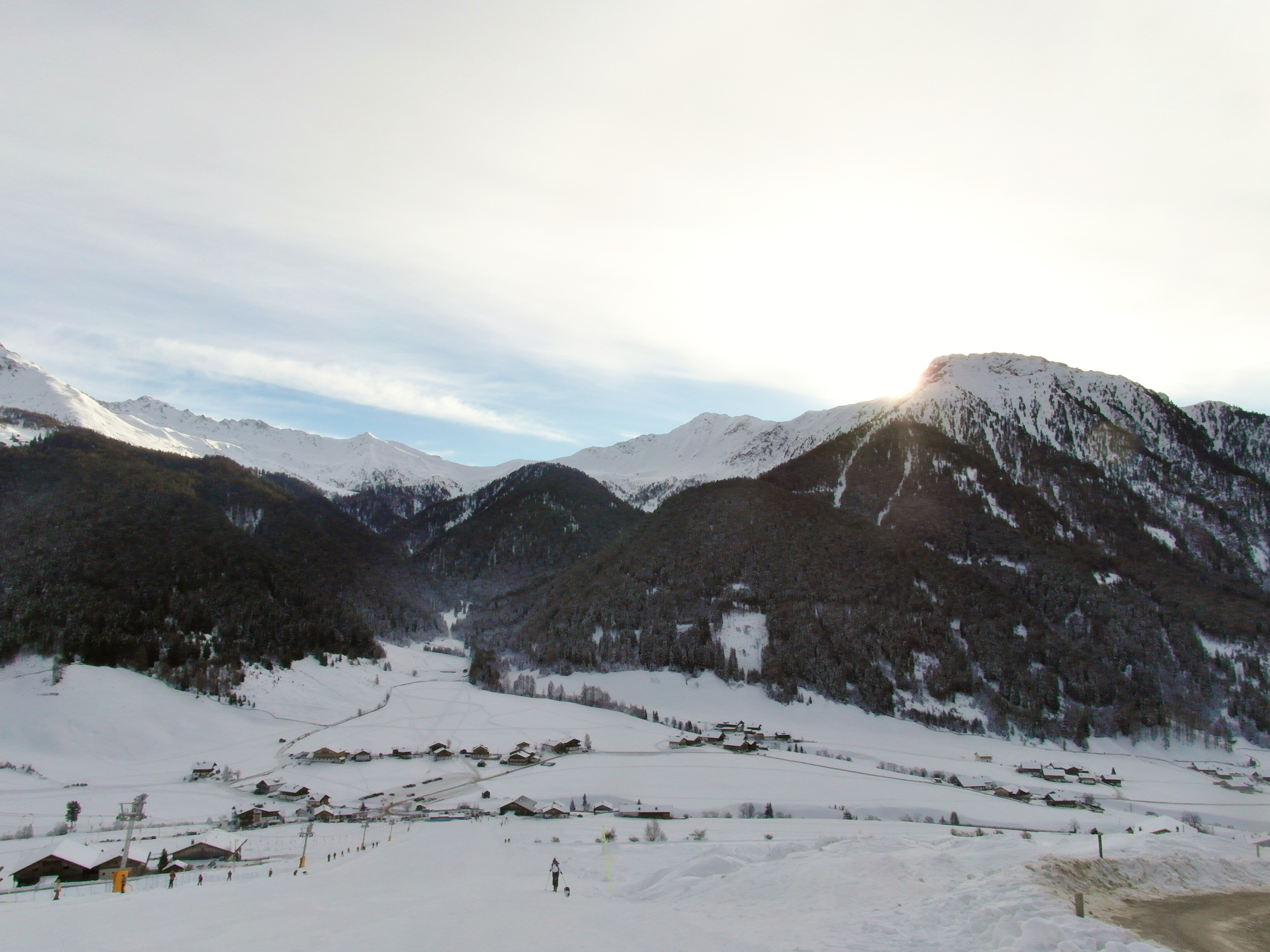
Impianti sciistici in Valle di Casies

La vallata offre nel periodo invernale circa 40 chilometri di piste da fondo. Inoltre nel mese di febbraio, ogni anno si organizza nella vallata un'importante gara di sci di fondo: la Gran fondo della Val Casies.
Oltre a ciò, in fondo alla vallata, ovvero oltre Santa Maddalena si trova un impianto di risalita, uno skilift, e diverse strade forestali che d'inverno si trasformano in piste da slittino naturale.